# Akrilna kiselina
Akrilna kiselina je organsko jedinjenje, koje sadrži 3 atoma ugljenika i ima molekulsku masu od 72,063 .
Hemijska formula akrilne kiseline je CH2=CHCOOH. To je najjednostavnija nezasićena karboksilna kiselina, koja sadrži vinil grupu direktno vezanu za funkcionalnu grupu karboksilnih kiselina. Akrilna kiselina je bezbojna tečnost oštrog karakterističnog mirisa. Rastvorljiva je u vodi, alkoholu, etrima i hloroformu. Na globalnom nivou, godišnje se proizvede više od hiljadu kilotona akrilne kiseline, većinom za potrebe flokulanata i emulgatora.

## Osobine
| Osobina                  | Vrednost |
| ------------------------ | -------- |
| Broj akceptora vodonika  | 2        |
| Broj donora vodonika     | 1        |
| Broj rotacionih veza     | 1        |
| Particioni koeficijent ( | 0,5      |
| Rastvorljivost (logS, log(mol/L))       | -0,3     |
| Polarna površina (PSA, Å2)  | 37,3     |

## Literatura
- Clayden, Jonathan; Greeves, Nick; Warren, Stuart; Wothers, Peter (2001). Organic Chemistry (I изд.). Oxford University Press. ISBN 978-0-19-850346-0.
- Smith, Michael B.; March, Jerry (2007). Advanced Organic Chemistry: Reactions, Mechanisms, and Structure (6th изд.). New York: Wiley-Interscience. ISBN 0-471-72091-7.
- Katritzky A.R.; Pozharskii A.F. (2000). Handbook of Heterocyclic Chemistry (Second изд.). Academic Press. ISBN 0080429882.